# Діпліс-Хая

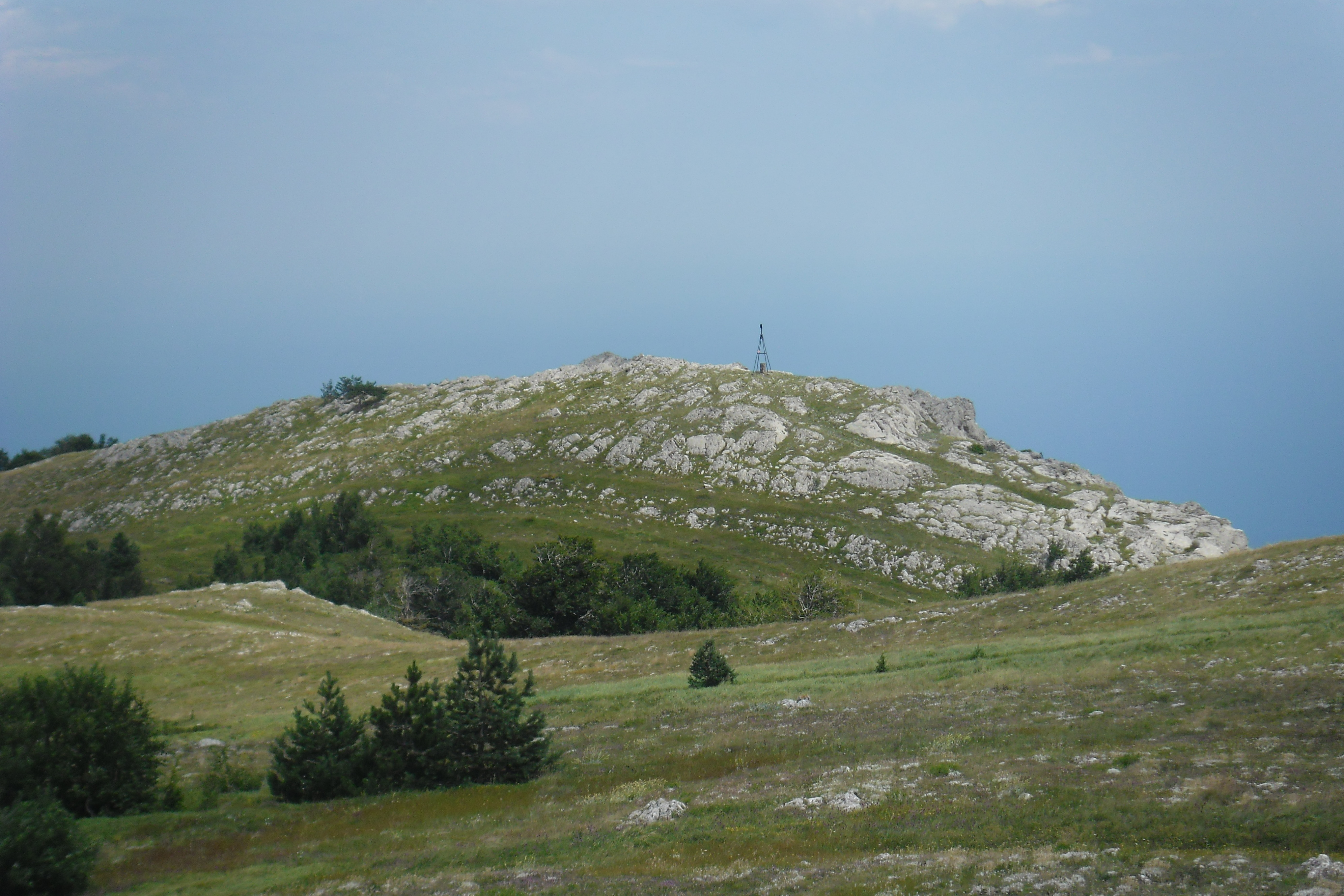
Діпліс-Хая. Вид з півночі (від г. Босна).

Діпліс-Хая (від грецьк. діплос — подвоєний, подвійний) — гора в Криму, у складі Демерджі, на південно-східному краї Демерджі-яйли. Висота 1256 м. На безлісій скелястій вершині — геодезичний знак.
У 3,5 км на захід-південь-захід від нп. Генеральське, що в урочищі Хапхал. На схід від г. Босна.

## Галерея

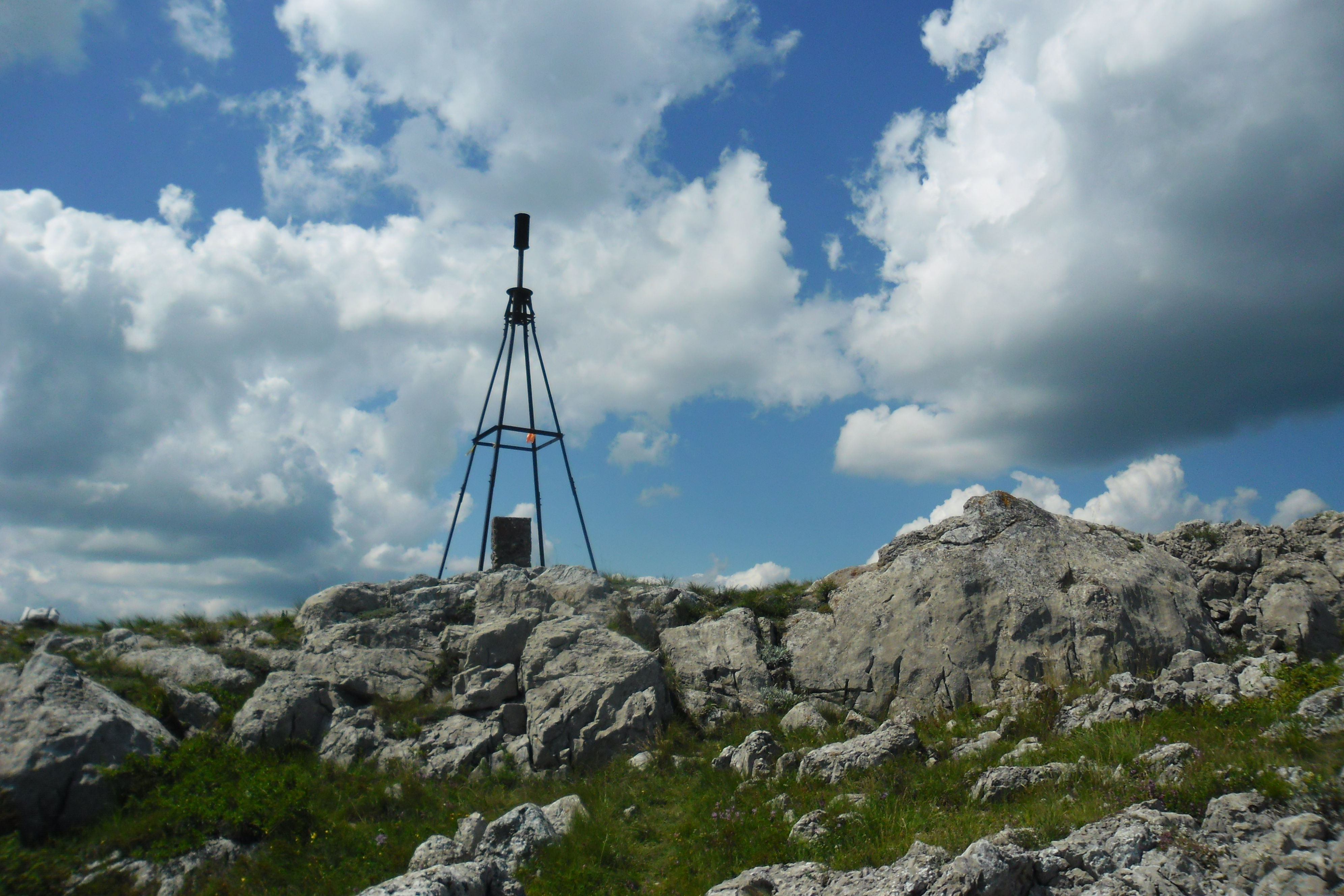
Діпліс-Хая. Вид з півдня.
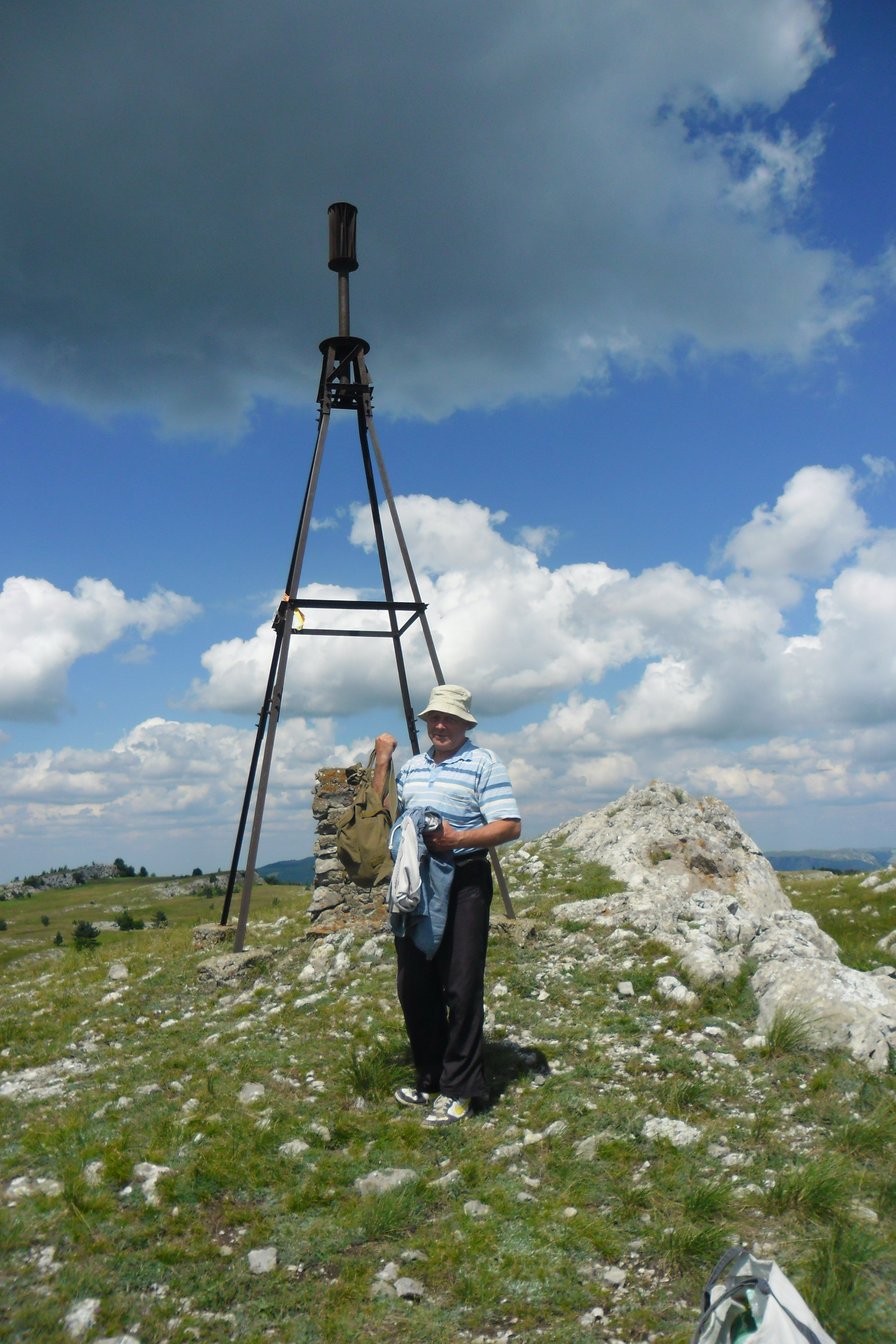
Діпліс-Хая. Вершина.
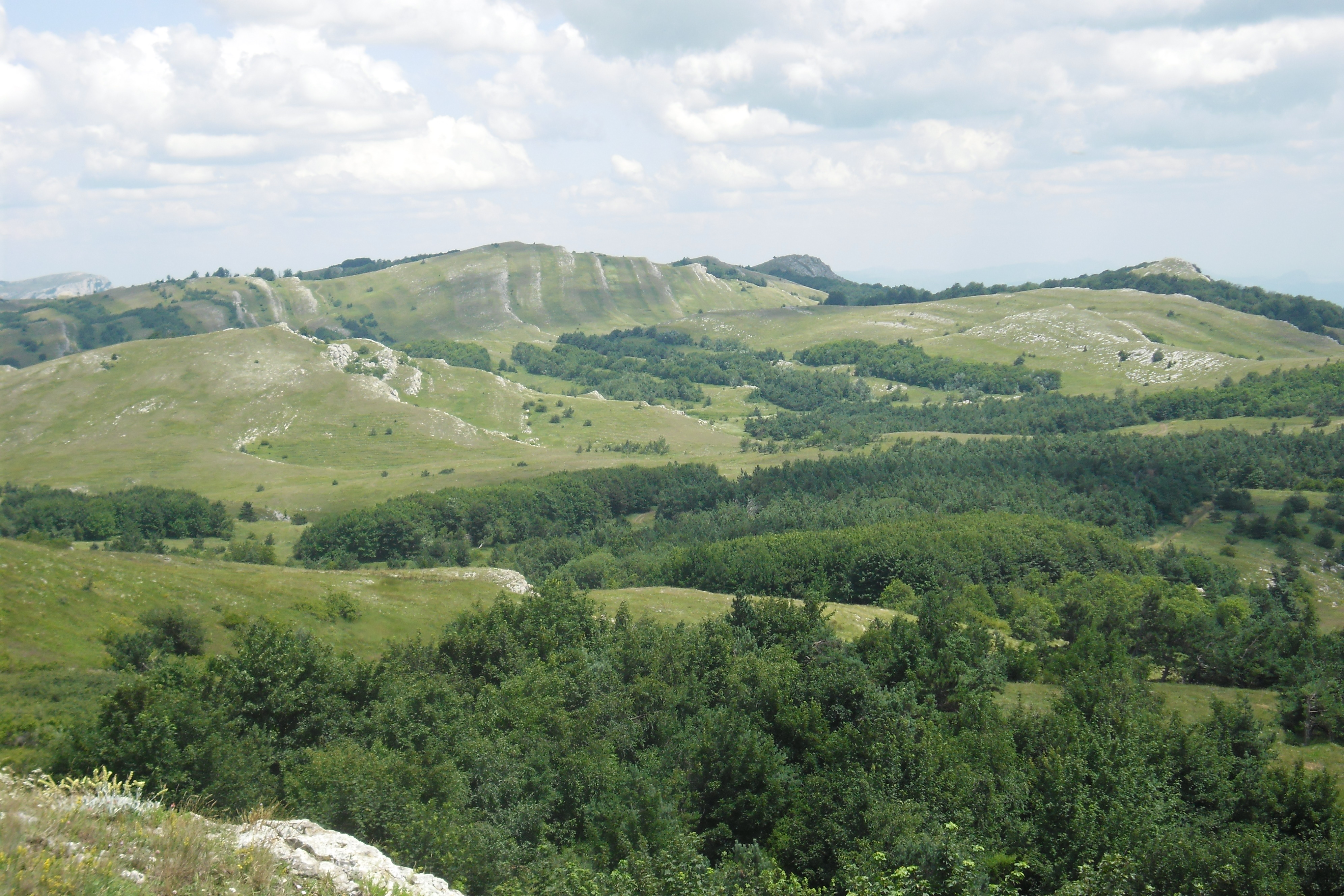
Вершини гір Босна і Діпліс-Хая (шапкоподібна вершина праворуч г. Босна).